# Acheneau
Der Acheneau ist ein Fluss in Frankreich, der im Département Loire-Atlantique, in der Region Pays de la Loire verläuft. Er hat seinen Ursprung im See Lac de Grand-Lieu, dessen Abfluss er bildet. Dieses Feuchtgebiet ist eine erhaltenswerte Naturlandschaft, die im Rahmen von Natura 2000 unter Code FR5200625 registriert ist. Der Acheneau entwässert generell in nordwestlicher Richtung durch die Landschaft Pays de Retz und mündet nach rund 30 Kilometern im Gemeindegebiet von Le Pellerin als linker Nebenfluss in die Loire. Der Fluss verlief ursprünglich weiter westlich und passierte die Stadt Vue. Durch den Bau des Canal de Buzay, der heute den Mündungsabschnitt bildet, wurde der Flusslauf verkürzt und für die Schifffahrt freigegeben. Diese ist aber heute bereits wieder eingestellt. Unmittelbar vor seiner Mündung quert der Canal de Buzay den Canal maritime de la Basse Loire (auch Canal de la Martinière genannt).

## Orte am Fluss
- Bouaye
- Saint-Léger-des-Vignes
- Port-Saint-Père
- Cheix-en-Retz
- Rouans

## Zuflüsse
Die Flüsse Ognon und Boulogne münden in den Lac de Grand-Lieu und können daher ebenfalls als Zuflüsse des Acheneau gewertet werden.